# Vespadelus
Vespadelus là một chi động vật có vú trong họ Dơi muỗi, bộ Dơi. Chi này được Troughton miêu tả năm 1943. Loài điển hình của chi này là Scotophilus pumilus Gray, 1841.

## Các loài
Chi này gồm các loài: